# Farasmanes I
Farasmanes I el Grande (en idioma georgiano: ფარსმან I დიდი) - fue un rey de Iberia (en la región de Kartli) de la dinastía parnavázida.

## Biografía
Era hijo del Iberio Kartam. Contrajo matrimonio con una hija de Tigranes IV de Armenia y su esposa y medio-hermana Erato, quien le dio al menos tres hijos varones: Mitrídates, Radamisto y Amazaspo.
Ya anciano temía que su hijo Radamisto, usurpase su trono, así que le mandó a la corte de su hermano, Mitrídates I de Armenia. Radamisto fue a la corte de Mitrídates, donde fue recibido con los brazos abiertos. Una hija de Farasmanes estaba casada con su hermano Mitrídates, y tenían una hija Zenobia, con quien Radamisto contrajo matrimonio.
Más tarde, se reconlició con su hijo Radamisto, quien volvió a Iberia, donde Farasmanes inventó un pretexto para declarar la guerra a Mitrídates., enviando a Radamisto con un gran ejército, y obligando a Farasmanes a refugiarse en la fortaleza de Garni, que tenía una guarnición romana mandada por Caelius Pollio. Radamisto, convenció a su tío para que se entregara, y luego le asesinó, apoderándose de su trono.
En el año 53, el rey de Partia, Vologases I instaló en Armenia a su hermano, Tiridates I, obligando a Radamisto a refugiarse con su padre, pero una terrible epidemia obligó a los partos a retirarse. Radamisto volvió y castigó duramente a los armenios por haberse rendido a los partos, hasta que una rebelión le expulsó definitivamente en 55. Durante la huida, su esposa Zenobia, que estaba embarazada, temerosa de caer en poder del enemigo, le pidió que la matara. Radamisto la apuñaló y la arrojó al río Aras. Sin embargo, Zenobia sobrevivió, y fue acogida en la corte de Tirídates.
Radamisto se refugió en la corte de Farasmanes, donde fue asesinado en 58.